# Phytosciara oldenbergi
Phytosciara oldenbergi är en tvåvingeart som beskrevs av Werner Mohrig och Menzel 1994. Phytosciara oldenbergi ingår i släktet Phytosciara och familjen sorgmyggor.
Artens utbredningsområde är Tyskland. Inga underarter finns listade i Catalogue of Life.